# Знаки почтовой оплаты Украины (2016)

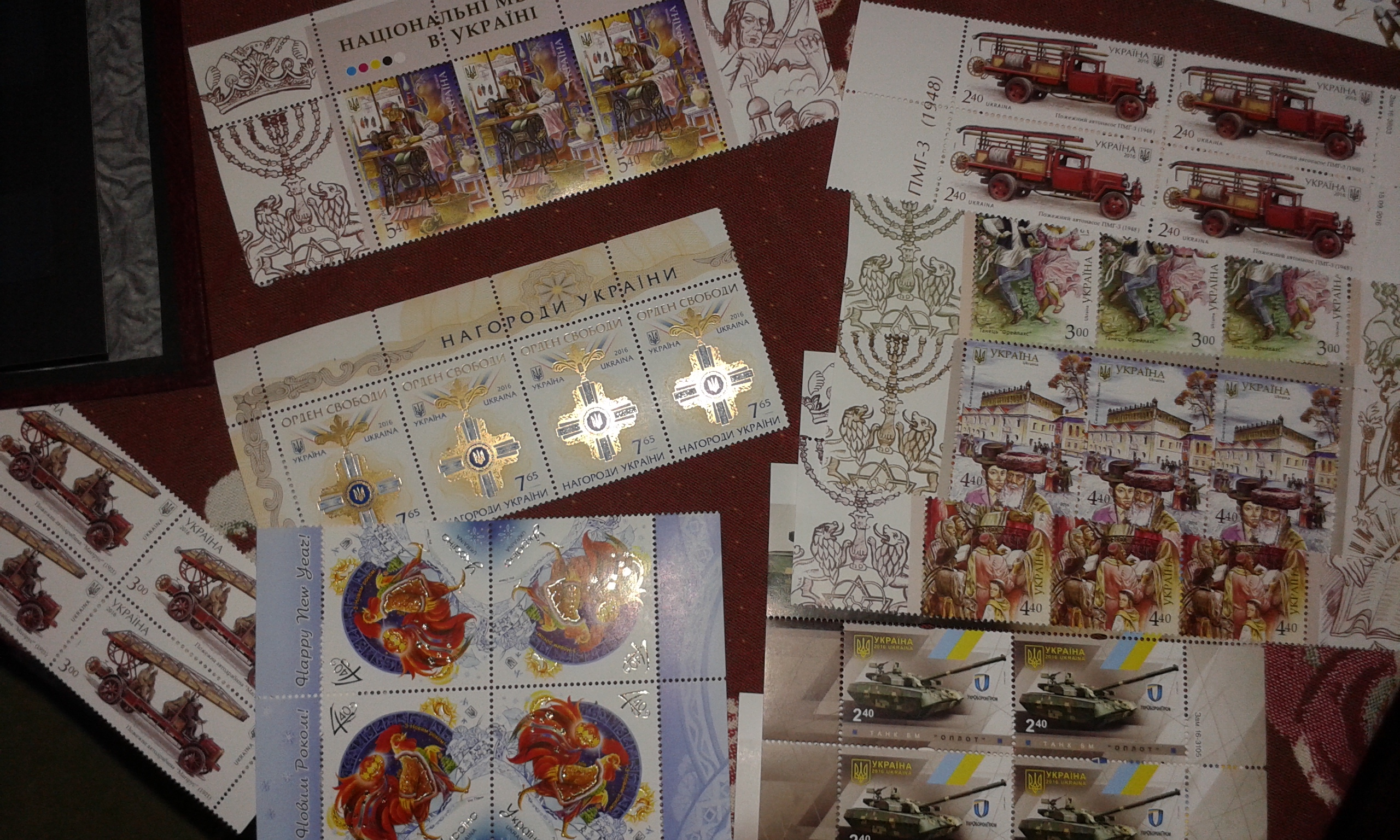
Почтовые марки Укрпочты (2016)

Знаки почтовой оплаты Украины (2016) — перечень (каталог) знаков почтовой оплаты (почтовых марок), введённых в обращение почтой Украины в 2016 году.
В 2016 году было выпущено 70 памятных (коммеморативных) почтовых марок. Тематика коммеморативных марок охватывала юбилеи выдающихся деятелей культуры, памятники архитектуры Украины, знаменательные даты, виды представителей фауны и флоры и другие сюжеты. В обращение поступили марки номиналом от 0,05 до 10 гривен, а также дополнительный тираж стандартных почтовых марок четвёртого и пятого выпуска с литерным номиналом N, V.

## Список коммеморативных (памятных) марок
Порядок следования элементов в таблице соответствует номеру по каталогу марок Украины на официальном сайте Укрпочты (укр. КМД УДППЗ «Укрпошта»), в скобках приведены номера по каталогу «Михель».
| № по каталогу | Изображение | Описание и источники | Номинал               | Дата выпуска          | Тираж   | Художник                         |
| --- | ----------- | --- | --------------------- | --------------------- | ------- | -------------------------------- |
| № 1482 (Mi #1528) № 1483 (Mi #1529) № 1484 (Mi #1530) № 1485 (Mi #1531) |             | Серія «Краса і велич України». Блок «Запорізька область»: Гелікоптер Мі-8МСБ; Національний заповідник «Хортиця»; Кам’яна баба, музей-заповідник «Кам’яна могила»; Дніпрогес, м. Запоріжжя. с укр. — «Серия «Краса и гордость Украины»: блок «Запорожская область»: - вертолёт Ми-8МСБ - Национальный заповедник «Хортица» - Каменная баба: музей-заповедник «Каменная могила» - Днепрогэс, г. Запорожье». | 2,40 3,00 6,00 гривен | 15 января 2016 года   | 23 000  | Александр Калмыков               |
| № 1486 (Mi #1527) |             | Серія «Краса і велич України»: Біла альтанка, о. Хортиця. с укр. — «Серия «Краса и гордость Украины»: - Белая альтанка, о. Хортица». | 2,40 гривны           | 15 января 2016 года   | 130 000 | Александр Калмыков               |
| № 1487 (Mi #1533) № 1488 (Mi #1534) № 1489 (Mi #1535) № 1490 (Mi #1536) |             | Серія «Краса і велич України»: Блок «Закарпатська область»: Замок Паланок, м. Мукачеве; Водоспад Шипіт; Михайлівська церква, м. Свалява; Українська дівчина. с укр. — «Серия «Краса и гордость Украины»: блок «Закарпатская область»: - замок Паланок, г. Мукачево - водопад Шипот - Михайловская церковь, г. Свалява - украинская девушка». | 2,40 3,00 6,00 гривен | 4 марта 2016 года     | 30 000  | Александр Калмыков               |
| № 1491 (Mi #1532) |             | Серія «Краса і велич України»: Залізничний вокзал, м. Ужгород. с укр. — «Серия «Краса и гордость Украины»: железнодорожный вокзал, г. Ужгород». | 2,40 гривны           | 4 марта 2016 года     | 130 000 | Александр Калмыков               |
| № 1492 (Mi #1537) |             | Серія «Національна військова техніка»: Бронетранспортер «Дозор—Б». с укр. — «Серия «Национальная военная техника»: бронетранспортёр «Дозор-Б»». | 2,40 гривны           | 25 марта 2016 года    | 130 000 | Александр Харук Сергей Харук     |
| № 1493 (Mi #1538) |             | Серія «Національна військова техніка»: Танк БМ «Оплот». с укр. — «Серия «Национальная военная техника»: танк БМ «Оплот»». | 2,40 гривны           | 25 марта 2016 года    | 130 000 | Александр Харук Сергей Харук     |
| № 1494 (Mi #1539) |             | «Еней був парубок моторний…» Худ. Анатолій Базилевич. с укр. — ««Эней был парубок моторный…» (художник Анатолий Базилевич)». | 5,25 гривны           | 1 апреля 2016 года    | 130 000 | Светлана Бондарь                 |
| № 1495 (Mi #1540) |             | «Думай зелено! Think green!» EUROPA. с укр. — «Думай зелено! «Think green!» EUROPA». | N                     | 15 апреля 2016 года   | 99 000  | Доксиа Сергиду (республика Кипр) |
| № 1496 (Mi #1541) |             | «Чорнобиль — трагедія людства». с укр. — «Чернобыль — трагедия человечества». | 2,40 гривны           | 26 апреля 2016 года   | 121 000 | Александр Харук Сергей Харук     |
| № 1497 (Mi #1542) |             | Іван Марчук «Скажи мені правду». 1994. с укр. — «Иван Марчук «Скажи мне правду» (1994)». | 2,40 гривны           | 12 мая 2016 года      | 130 000 | Иван Марчук                      |
| № 1498 (Mi #1543) |             | «Михаїл Булгаков (1891—1940)». с укр. — «Михаил Булгаков (1891—1940)». | 2,40 гривны           | 13 мая 2016 года      | 130 000 | Василий Василенко                |
| № 1499 (Mi #1544) |             | «Національна збірна України з футболу». с укр. — «Национальная сборная Украины по футболу». | 7,65 гривны           | 22 мая 2016 года      | 130 000 | Сергей Горобец                   |
| № П-18 (Mi #1557) |             | Проект «Власна марка» Поштова марка персоніфікована. с укр. — «Проект «Собственная марка» Юрий Гагарин». | V                     | 27 мая 2016 года      | 149 996 | Нет данных                       |
| № 1500 (Mi #1545) № 1501 (Mi #1546) № 1502 (Mi #1547) № 1503 (Mi #1548) № 1504 (Mi #1549) № 1505 (Mi #1550) № 1506 (Mi #1551) № 1507 (Mi #1552) № 1508 (Mi #1553) № 1509 (Mi #1554) № 1510 (Mi #1555) № 1511 (Mi #1556) |             | Марковий аркуш «Київські князівни на престолах Європи»: Анна (1032—1075); Малфрідь (Малмфред) (1095/1102-1137); Вишеслава (Вислава) (1047—1089); Єфимія (Євфемія) (1096—1138); Євпраксія—Адельхайра (1071—1109); Єлизавета—Елісів (1025—1076); Анастасія—Агмунда (1020—1074/1094); Збислава (1090—1114); Доброніга (Доброгніва)—Марія (1012—1087); Предслава (1090—1109); Євпраксія (Добродія)—Ірина (1108—1172); Єфросинія (Фрузіна) (1130—1193). с укр. — «Марочный лист «Киевские княжны на европейских престолах»: - Анна (1032—1075); - Мальфридь (Мальмфрида) (1095/1102—1137); - Вышеслава (Выслава) (1047—1089); - Ефимия (Евфимия) (1096—1138); - Евпраксия-Адельгейда (1071—1109); - Елизавета (Эллисив) (1025—1076); - Анастасия-Агмунда (1020—1074/1094); - Сбыслава (1090—1114); - Добронега (Доброгнева)-Мария (1012—1087); - Предслава (1090—1109); - Евпраксия (Добродея)-Ирина (1108—1172); - Ефросинья (Фрузина) (1130—1193).» | 7,65 гривны           | 27 мая 2016 года      | 35 000  | Василий Василенко                |
| № 1512 (Mi #1558) |             | «Іван Миколайчук (1941—1987)». с укр. — «Иван Миколайчук (1941—1987)». | 2,40 гривны           | 15 июня 2016 года     | 130 000 | Николай Кочубей                  |
| № 1513 (Mi #1559) |             | Серія «Національна військова техніка»: Фрегат «Гетьман Сагайдачний». с укр. — «Серия «Национальная военная техника»: фрегат «Гетман Сагайдачный»». | 5,40 гривны           | 2 июля 2016 года      | 122 000 | Александр Харук Сергей Харук     |
| № 1514 (Mi #1560) |             | Олімпійські ігри 2016. Ріо-де-Жанейро. с укр. — «Олимпийские игры 2016, Рио-де-Жанейро». | 4,40 гривны           | 23 июля 2016 года     | 131 000 | Владимир Таран                   |
| № 1515 (Mi #1561) |             | Блок «Коломия. 775 років з часу першої літописної згадки». с укр. — «Блок «Коломыя — 750 лет со дня первого летописного упоминания»». | 7,65 гривны           | 19 августа 2016 года  | 30 000  | Владимир Таран                   |
| № 1516 (Mi #1563) № 1517 (Mi #1564) № 1518 (Mi #1565) № 1519 (Mi #1566) |             | Серія «Краса і велич України»: Блок «Луганська область»: Луганська державна академія культури і мистецтв; Півонія тонколиста. ; Храм-школа Олександра Невського, смт. Селезнівка; Бабак. (Marmota bobak). с укр. — «Серия «Краса и гордость Украины»: блок «Луганская область»: - Луганская государственная академия культуры и искусств; - Пион тонколистый (Paeonia tenuifolia); - Храм-школа Александра Невского, пгт. Селезнёвка; - Байбак (Marmota bobak)». | 2,40 3,00 6,00 гривен | 23 августа 2016 года  | 30 000  | Александр Калмыков               |
| № 1520 (Mi #1562) |             | Серія «Краса і велич України»: «Залізничний вокзал, м. Луганськ». с укр. — «Серия «Краса и гордость Украины»: железнодорожный вокзал, г. Луганск». | 2,40 гривны           | 23 августа 2016 года  | 130 000 | Александр Калмыков               |
| № 1521 (Mi #1567) |             | Серія «Нагороди України»: «Орден Свободи». с укр. — «Серия «Награды Украины»: Орден Свободы». | 7,65 гривны           | 24 августа 2016 года  | 130 000 | Сергей Лукьяненко                |
| № 1522 (Mi #1568) № 1523 (Mi #1569) № 1524 (Mi #1570) № 1525 (Mi #1571) |             | Серія «Національні меншини в Україні. Євреї»: Танець «Фрейлахс»; Синагога в м. Жовква; Рош Гашана; Кравець с укр. — «Серия «Национальные меньшинства Украины. евреи»: - Танец «Фрейлахс»; - Рош ха-Шана; - Синагога в г. Жолква; - Портной». | 3,00 4,40 5,40 гривны | 27 августа 2016 года  | 130 000 | Николай Кочубей                  |
| № 1526 (Mi #1572) |             | Серія «Овочі»: помідор. с укр. — «Серия «Овощи»: - Томат (Solanum lycopersicum L.)». | 2,40 гривен           | 27 сентября 2016 года | 100 000 | Наталия Кохаль                   |
| № 1527 (Mi #1573) |             | Серія «Овочі»: огірок. с укр. — «Серия «Овощи»: - Огурец (Cucumis sativus L.)». | 3,00 гривны           | 27 сентября 2016 года | 100 000 | Наталия Кохаль                   |
| № 1528 (Mi #1574) |             | Серія «Овочі»: баклажан. с укр. — «Серия «Овощи»: - Баклажан (Solanum melongena L.)». | 4,40 гривен           | 27 сентября 2016 года | 100 000 | Наталия Кохаль                   |
| № 1529 (Mi #1575) |             | Серія «Овочі»: перець стручковий. с укр. — «Серия «Овощи»: - Перец стручковый (Capsicum annuum L.)». | 5,40 гривен           | 27 сентября 2016 года | 100 000 | Наталия Кохаль                   |
| № 1530 (Mi #1577) |             | «75 років. Трагедія Бабиного Яру — біль української землі». с укр. — «75-летие трагедии Бабьего Яра — боль украинской земли». | 2,40 гривны           | 29 сентября 2016 года | 125 000 | Александр Харук Сергей Харук     |
| № 1531 (Mi #1576) |             | «Михайло Грушевський (1866—1934)». с укр. — «Михаил Грушевский (1866—1934». | 2,40 гривны           | 29 сентября 2016 года | 130 000 | Сергей Лукьяненко                |
| № 1532 (Mi #1578) |             | «Богдан Ступка (1941—2012)». с укр. — «Богдан Ступка (1941—2012)». | 2,40 гривны           | 5 октября 2016 года   | 130 000 | Василий Василенко                |
| № 1533 (Mi #1579) № 1534 (Mi #1580) № 1535 (Mi #1581) |             | Серія «Історія пожежного транспорту України»: Пожежний автонасос «Бенц-Гаггенау» (1916); Пожежна автодрабина «Магірус» (1921); Пожежний автонасос «ПМГ-3» (1948). с укр. — «Серия «История пожарного транспорта Украины»: - Пожарный автонасос «Бенц-Гаггенау» (1916); - Пожарная автолестница «Магирус» (1921); - Пожарный автонасос «ПМГ-3» (1948)». | 4,40 3,00 2,40 гривны | 12 октября 2016 года  | 130 000 | Валерий Руденко                  |
| № 1536 (Mi #1582) № 1537 (Mi #1583) № 1538 (Mi #1584) № 1539 (Mi #1585) № 1540 (Mi #1586) № 1541 (Mi #1587) № 1542 (Mi #1588) № 1543 (Mi #1589) № 1544 (Mi #1590)                                                       |             | Марковий аркуш «Легенди українського мотокросу»: Мотоспорт 1956. Леонід Братковський. Мотоцикл «М-72» 750 см3; Мотоспорт 1963. Ігор Григор'єв. Мотоцикл «CZ» 250 см3; Мотоспорт 1965. Вадим Горулько. Мотоцикл «КОВРОВЕЦ» 250 см3; Мотоспорт 1972. Олексій Кібірін. Мотоцикл «CZ» 250 см3; Мотоспорт 1967. Леонід Шинкаренко. Мотоцикл «CZ» 250 см3; Мотоспорт 1973. Володимир Овчінніков. Мотоцикл «CZ» 500 см3; Мотоспорт 1977. Володимир Кавінов. Мотоцикл «КТМ» 250 см3; Мотоспорт 1975. Борис Погановський, Євгеній Нечипоренко. Мотоцикл «ДНЕПР» 750 см3; Мотоспорт 1975. Євгеній Рибальченко. Мотоцикл «CZ» 250 см3. с укр. — «Марочный лист «Легенды украинского мотокросса»: - Мотоспорт 1956. Леонид Братковский, мотоцикл «М-72» (750 см3) - Мотоспорт 1963. Игорь Григорьев, мотоцикл «CZ» (250 см3) - Мотоспорт 1965. Вадим Горулько, мотоцикл «Ковровец» (250 см3) - Мотоспорт 1972. Алексей Кибирин, мотоцикл «CZ» (250 см3) - Мотоспорт 1967. Леонид Шинкаренко, мотоцикл «CZ» (250 см3) - Мотоспорт 1973. Владимир Овчинников, мотоцикл «CZ» (500 см3) - Мотоспорт 1977. Владимир Кавинов, мотоцикл «KTM» (250 см3) - Мотоспорт 1975. Борис Погановский, Евгений Нечипоренко, мотоцикл «Днепр» (750 см3) - Мотоспорт 1975. Евгений Рыбальченко, мотоцикл «CZ» (250 см3)». | 3,00 гривны           | 28 октября 2016 года  | 35 000  | Василий Василенко                |
| № 1545 (Mi #1591) |             | «Рік Півня. З Новим роком!» с укр. — «Год Петуха. С Новым годом!» | 4,40 гривны           | 11 ноября 2016 года   | 140 000 | Татьяна Нестерова                |
| № П-19 (Mi #1592) |             | Проект «Власна марка» Поштова марка персоніфікована. с укр. — «Проект «Собственная марка»: Святой Николай». | V                     | 1 декабря 2016 года   | 199 998 | Нет данных                       |
| № 1546 (Mi #1593) № 1547 (Mi #1594) № 1548 (Mi #1595) № 1549 (Mi #1596) |             | Випуск за програмою Всесвітнього фонду захисту природи (WWF) «Нічниця довговуха». с укр. — «Выпуск программы Всемирного фонда охраны природы (WWF): квартблок «Летучие мыши» (Myotis bechsteini)». | N                     | 30 декабря 2016 года  | 150 000 | Наталия Кохаль                   |

## Комментарии
1. ↑  Коммеморативные марки — обобщённое название специальных художественных (памятных, юбилейных и других) почтовых марок. Для упрощения терминологии в случаях, когда требуется лишь подчеркнуть, что данная марка не является общеупотребляемой (то есть стандартной), под термином «коммеморативная марка» подразумевают, кроме перечисленных выше, также тематические (рисунки которых, посвящены определённой теме коллекционирования) марки. Также все упомянутые марки, объединённые термином «коммеморативная», имеют общую черту: как правило, такие марки изготовляются на высоком полиграфическом уровне[3].
2. ↑  Ниже приведён перечень памятных художественных марок (с возможностью сортировки по номиналу, тиражу и дате введения в обращение).
3. 1 2  Литерный номинал «N» соответствует тарифу на пересылку простого почтового отправления, массой до 20 грамм за пределы Украины наземным транспортом. Литерный номинал «N» эквивалентен 0,60 $[13].
4. 1 2  Почтовая марка с купоном (купон предназначен для печати сюжетов по заказу граждан или организаций). Марочный лист содержит 28 марок и купонов. Поля марочного листа оформляются избранным сюжетом из каталога электронных изображений КМД УДППЗ «Укрпошта» или предоставляются заказчиком
5. 1 2  Литерный номинал «V» соответствует тарифу на пересылку неприоритетного простого почтового отправления, массой до 20 грамм в пределах Украины[4]. Литерный номинал «V» эквивалентен 5,00 грн (курсовая стоимость марки приведена по данным Укрпочты на 28 февраля 2018 года)[13].
6. ↑  27.05.2016 г. вводится в обращение и переводится в разряд филателистической продукции.
7. 1 2  Автор не указан в АИ.
8. 1 2 3 4  На самоклеющейся бумаге.